# Celia Corres
Celia Corres Giner (* 22. Januar 1964 in Terrassa) ist eine ehemalige spanische Hockeyspielerin.

## Sportliche Karriere
Celia Corres begann ihre Karriere beim Club Egara und spielte von 1982 bis 1991 bei Atlètic Terrassa. In der Saison 1991/92 war sie beim Júnior Futbol Club in Sant Cugat del Vallès.
Bei der Weltmeisterschaft 1986 war Corres in allen sieben Spielen dabei. Die Spanierinnen belegten den elften Platz unter zwölf teilnehmenden Mannschaften. 
Im spanischen Aufgebot für das olympische Hockeyturnier 1992 in Barcelona standen mit Celia Corres, Anna Maiques, Elisabeth Maragall und Núria Olivé vier Spielerinnen vom Júnior Futbol Club. In der Vorrunde siegten die Spanierinnen zweimal und spielten gegen die Deutschen unentschieden. Im Halbfinale besiegten sie die Südkoreanerinnen nach Verlängerung. Im Finale gegen die Deutschen ging es ebenfalls in die Verlängerung. In der 83. Minute erzielte Elisabeth Maragall nicht aus einer Strafecke, sondern aus einer Spielsituation heraus den Siegtreffer zum 2:1. Celia Corres war die einzige Spielerin im spanischen Aufgebot, die während des ganzen Turniers nicht eingesetzt wurde.